# エゴ・ザ・リビング・プラネット
エゴ・ザ・リビング・プラネット（Ego the Living Planet）は、マーベル・コミックによって出版されたアメリカン・コミックに登場する架空のキャラクター。このキャラクターはスタン・リーとジャック・カービーによって創造され、1966年9月の『マイティ・ソー』第132号で初登場した。

## 発行履歴
エゴ・ザ・リビング・プラネットは、スタン・リーとジャック・カービーによって創造され、1966年9月の『マイティ・ソー』第132号で初登場した。
カービーは、マーベル・ユニバースの広がりと魅力を探求する方法としてエゴを生み出した。エゴ、“クリー”、および“コロナイザーズ”は、ギャラクタスと同様に、マーベル・コミック独自の「宇宙神話」を確立した。
エゴは1969年1〜2月の『ソー』第160〜161号で主役として復帰し、第201号にゲスト出演した。その起源は『ソー』第228号で探求されている。
それから1981年9月〜10月の『ファンタスティック・フォー』第234〜235号と、1985年8月の『ロム』第69号に出演した後、1987〜1989年の『シルバーサーファー』vol.3第4〜22号などにも登場した。
エゴは、クロスオーバーストーリー『Maximum Security』で顕著な役割を果たし、2000年には10月の『Maximum Security: Dangerous Planet』、12月の『アベンジャーズ』第35号、 11〜12月の『アイアンマン』第34〜35号、12月の『X-Men Unlimited』第29号と『ガンビット』など、次々と出演した。
そして『ノヴァ』vol.4第20〜30号と『Astonishing Thor』第5号と、『Oni Press Color Special』にまで再登場した。

## キャラクター経歴

### 1960年代
エゴはかつてソーに自らは、その惑星の太陽が新星になった際に惑星と融合した科学者であると告げた。
ブラック・ギャラクシーの中で、エゴの野望は征服に向けられる。エゴは生き残るために宇宙船や惑星を吸収し始め、他の世界を征服するために自らの免疫体の軍隊を作ることを計画。この行動を恐れたリゲリアンは、ソーへ助けを求め、リゲリアンのレコーダーを伴って、彼の免疫体に戦いを挑んだ。その結果敗北して屈辱を感じたエゴは、決してブラック・ギャラクシーを離れないことを決意した。数ヶ月後、エゴは自身の空間に侵入した弱体化状態のギャラクタスに捕食されかけたが、ソーの助力を得てギャラクタスを追い払った。その礼としてエゴは、数十億年前にギャラクタスによってむさぼり食われた様々なエイリアン種族のグループの惑星を“ワンダラーズ”の新たな故郷に変えた。

### 1970年代
エゴはリゲリアンのタナナイルに、自らのサンプルを取られたが、これによってエゴは発狂。衝動に駆られてワンダラーズを吸収し、外宇宙の脅威になることが時間の問題となった。そこにソーとギャラクタス、ヘラクレス、ファイヤーロードの同盟の阻止を受けることになった。

### 1980年代
数年後、エゴはギャラクタスに打ち込まれたエンジンの制御に成功し、ギャラクタスへの復讐として向かった先の地球を攻撃。これにより、地球は大規模な破壊を引き起こしたが、現実を変えるミュータントによって取り消された。そしてファンタスティック・フォーのベン・グリム/シングと対決し、エゴの免疫体は分解された。
しかし、エゴは、いくつかの生き残った粒子からゆっくりと改革し、免疫体を修復。その後、エゴはダイアー・レイスを消化してエネルギーを補充し、ロムと戦った。
さらにエゴは、ギャラクタスを破壊する計画で“エルダー・オブ・ザ・ユニバース”に加わり、一度はシルバーサーファーに敗れたが、その後の再戦でシルバーサーファーを捕獲して彼のエネルギーも吸収しようとした。

### 1990年代
エゴは“コルビナイト”艦隊を攻撃し、ヒーローのベータ・レイ・ビルと戦う。しかし、ギャラクタスからエゴの免疫体が狂っていると知らされたビルと艦隊によって免疫体は破壊された。

### 2000年代
“スプリーム・インテリジェンス”に駆り立てられたエゴは、他の惑星を激しく非難し、チャールズ・エグゼビア/プロフェッサーX、シルバーサーファー、カドレ・Kとの戦いで敗北するまで、他の惑星を「覚醒」させようと破壊の限りを尽くした。その後エゴは捕獲され、胞子の形で「幼体」として地球に送られることとなった。エゴを“クリー”の兵器として操ることを意図するスプリーム・インテリジェンスの目論見通りにエゴは成長するにつれて地球を取り込み始めるが、これを防ごうとしたウェンデル・ヴォーン/クェーサーによって吸収された。
“アナイアレーション・ウォー”でクエーサーが命を落とすと、エゴは宇宙に解放され、ワールドマインドからアプローチされ、新しい“ノヴァ軍団”に加わった。そこでエゴは、ワールドマインドに取って代わり、軍団を洗脳。しかし、リチャード・ライダー/ノヴァの活躍により、エゴはフリー・ワールドマインド共々打ち負かされた。エゴは免疫体に自らの人格を再び移すが、“マインドレス・ワンズ”をエゴの惑星の脳にリンクさせて痛みを与えるというノヴァの攻撃で敗北した。

### 2010年代
実はエゴは、ストレンジャーの科学実験によってコレクターに監禁されているアルターエゴと共に生みだされた存在であると知った。エゴは自分自身に似た存在を求めたが、ストレンジャーの手引きでアルターエゴを憎むようになり、やがて戦いに突入するとアルターエゴを追い詰めたが、ソーの介入でその場を収められ、戦いでバラバラになったアルターエゴの断片はエゴの月になり、2人は兄弟として共に旅行し始めた。。
後に大きな昆虫のような生き物に遭遇した際には、それらを根絶するためにロケット・ラクーンを雇った。
ギャラクタスに再び遭遇したエゴはギャラクタスを攻撃したが、紆余曲折の末にエゴ・プライムの身体を得て“エターニティ・ウォッチ”に参加した。だが“ファースト・ファーマメント”の軍隊との最後の戦いで敵を倒すと、エゴはギャラクタスに対してふざけた態度をとり、新しい体を放棄して、惑星の形に戻った。

## パワー・スキル
バイオバースと呼ばれるエゴの惑星に存在する全ての物質はエゴの意識によって制御され、巨大な顔として現れるように星の表面を変換し、天候の操作、地震、火山、間欠泉、峡谷を生成し、状況に合わせて地形を形作ることができる。これにより、星の表面を死んだ世界や美しい楽園に変えて、無知の宇宙旅行者をその表面に誘い込ませる。表面の内側は生命体の動脈に似た特徴を持ち、その意識は表面の奥深くにある巨大な脳のような器官の中にある。また、自身に害を与える存在から自分自身を守るために感覚を持たないヒューマノイド型の免疫体を生み出して攻撃させるほか、宇宙に伸ばせる膨大な数の触手を生成する。さらに、外宇宙からの攻撃を防ぐために固体化した雲の保護シールドを作成し、惑星の温度を上げて内部に侵入してきた生命体を燃やし、生物を消化器官に吸収するなど、敵対者に対する免疫機能を多数有している。また、他者のスキャナーを錯乱させたり、宇宙船を誘き寄せるための放射線と磁場の制御や、大規模な物体を消すためのエネルギー爆発の放射、他者の心を読みとった生物の身体構造の解析、群衆とコミュニケーションをとるためのテレパシー、惑星をむさぼり、多数の生き物を消化・復元することができるサイオニック能力まで備える。
さらにエゴは、星に埋め込まれたエンジンを広大な精神力によって制御し、巨大な速度でハイパースペースを移動することを可能になり、後に、エンジンなしでワープ速度で移動する方法すらも習得した。

## その他のバージョン

### アマルガム・コミックス
マーベル・コミックスとDCコミックスが共同で出版したアマルガム・コミックスでは、エゴ『Iron Lantern』第1号で紹介され、惑星“Oa”と共にグリーンランタン軍団の力の源として登場した。“アマルガム・ユニバース”においては、エゴとソースウォールの融合である別バージョンエゴマスとして『Thorion of the New Asgods』に登場した。

### 『Exiles』
2004年12月の『Exiles』第53号では、アース4162のエゴが登場。別の生きた惑星を造ろうとして、地球に種を植え込み、この宇宙のファンタスティック・フォーとも敵対したが、クラリス・ファーガソン/ブリンクによって滅ぼされた。

### 『Marvel Adventures』
若年層の読者のために作成された2007年6月の『Marvel Adventures:The Avengers』第12号でのエゴは、ジャイアントガールを口説くために来訪した地球に自然災害を引き起こした。

### 『マーベル・ゾンビーズ2』
『マーベル・ゾンビーズ2』におけるエゴは、ゾンビの群れから逃れた最後の数少ない生存者の一人である。しかし結局、彼は発見されて捕食された。

### King Thor
ギャラクタス・ザ・ワールド・ブッチャーと対峙したエゴは、ギャラクタスの元から去った“オールブラック・ザ・ネクロソード”に突然取り憑かれ、エゴ・ザ・ネクロプラネットに進化し、その力でギャラクタスを丸ごと捕食した。そして、コズミックシャークを捕食している間、挑んできた“アスガルドワーム”に近づき、相手を大声で嘲笑ったが、キングロキの変装だったワームによって完全破壊された。

## MCU版
『マーベル・シネマティック・ユニバース』（MCU）では、カート・ラッセルが演じる。日本語吹替は金尾哲夫が担当。
本項では、“アース616”（正史の宇宙）におけるエゴを軸に記述する。

### キャラクター像
この世の創造より以前に宇宙に出現した古代種族“天人［セレスティアルズ］”である生命体。“ガーディアンズ・オブ・ギャラクシー”のピーター・クイル/スター・ロードやマンティスの実父でもあるが、彼らと異なり自らの意識で宇宙全体を飲み込み再構築する“拡張”を目的とし、そのために他種族に産ませた自分の子どもを利用するなど酷薄なエゴの塊である。マンティスのエンパシーでのみ眠りにつくことができるという特徴も持つ。

#### エゴの星（Ego's Planet）
銀河座標“G52 22C848T12F + E16UC22”に位置する、星図にも載っておらず正式な名もない、地球の月ほどのサイズである赤い惑星。太古の宇宙に実体を持たない脳のようなエネルギー体として産まれたエゴが、物質を制御する能力で自身を守るためにエネルギー体の周囲に長年かけて形作った外殻で、エゴの本体である。星全体は内部から放たれる神秘的な青白い光に包まれ、外周には巨大な黄色い太陽が存在している。
星の地表には奇妙で美しい植物が生い茂り、そこからは虹色のバブルが舞い、後述のエゴのアバターとマンティスが住む豪奢な宮殿がある。宮殿内の大広間にはエゴの思考で操作するジオラマディスプレイとバーチャル3D模型が博物館のように複数置かれている。また、エゴがあらゆる様相を操れるため、星の地表に意識を表出させることができ、それは宇宙から見ると巨大な顔面のように見える。
宮殿の傍らの洞穴内にはエゴに利用されてきた子どもたちの人骨が無数に埋められており、さらに星の地下に広がる中枢は、核にあたる脳やこれと繋がる神経も構築されており、これらを守るようにして鉱物が囲い、その内部にも分厚い金属が固まっている。
この星においては、エゴだけでなく息子のクイルも同様に万物を創造するほどの力を得られ、超常的な能力を発揮できる。

#### アバター
惑星を形作ったエゴが孤独に苛まれたことから、数々の星を渡り歩き、他の生命体と交流して解するために生み出した男性型の人間体。外見だけでなく消化器官や疼痛受容体などの身体構造は地球人と同等で、宇宙空間で生身のまま活動することができるほど超常的なヒューマノイドだが、本体である惑星から離れると短期間しか生存できず、定期的に惑星に帰還して再生しなければならない難点がある。
全ての生命が永遠でないことを知ったエゴは、“拡張”を目論むと、この人間体に向かわせたあらゆる星々で分身の“種”を植え込んだことに加え、滞在先で様々な種族と交配して“拡張”に必要な自らの子どもを生ませ、ヨンドゥ・ウドンタに自分の星へ送り届けさせていた。そして現代、黒いローブや彫刻された銀色のカフス、革のベルト、膝丈のブーツを装備する気高い初老の男性の姿でクイルたちガーディアンズの前に現れた。
一見紳士的でユーモアも持ち合わせるなど好感が持てる雰囲気を放つが、力を受け継がなかった子どもたちを自らの糧とした結果に死なせ、その無数の遺骨を自身の惑星の洞穴に無造作に放置していたほか、クイルの母であるメレディス・クイルのことは愛していたと言いつつも、自身の目的を優先して彼女に脳腫瘍を埋め込み死に至らしめ、マンティスを娘ではなくただの従者としてしか扱わず、クイルについても本心では“拡張”のために彼に秘められた天人の能力だけを欲しているなど、本性は前述の通りである。

#### 変異体
エゴ（アース21818）
“アース21818”におけるエゴ。正史の宇宙の彼と同等のアバターの存在が確認されており、ヨンドゥ・ウドンタに銀河中で自分の子どもの拉致を依頼していたが、義賊に転向したヨンドゥに依頼を勝手に辞退されていた。
エゴ（アース29929）
“アース29929”におけるエゴ。具体的なキャラクター像は描写されていないが、正史の宇宙の彼と同等の惑星の存在が確認されている。

### 特殊能力
物質操作能力
自身の惑星内のあらゆる物質を操る能力。惑星の核がある限り、惑星内のアバターは何度滅ぼされても肉付けされるように再生・復活し、他者への擬態や空中飛行も可能となり、多数の鉱物の操作で惑星内の敵を呑み込ませたり、アバターの身体に密着させて強化させることもできる。
エネルギー操作能力
膨大なエネルギーをエゴが思い描いた形状に実体化させる能力。掌大のエネルギーボールの生成や、惑星の地面から伸びて他の天人の力を吸い上げるエネルギー触手と攻撃のためのエネルギー波を放つことができる。

### 宇宙船（Ego's Ship）
エゴが運用する小型宇宙船。楕円形の白い機体で、屋根に上がってロープ状のビームで舵を切って操縦し、自動操縦も可能。内部は白とオレンジのツートンカラーで無機的だが、生物の体内のようでもある。出入り口は有機体のように開閉し、前方部は溶けるように展開して、数人が乗れる浮遊リフトを発進させることもできる。武装は1発で多数の宇宙船を破壊する強力なビームだが、発射法は不明。
本船を用いてエゴは、窮地に陥ったガーディアンズを救い、惑星“ベアハート”からクイルたちを自らの星へ案内する。

### 各作品における描写
『ガーディアンズ・オブ・ギャラクシー:リミックス』
本作でMCU初登場。“インフィニティ・ストーン”に触れても無事だった地球人の噂を聞き、自身の子どもではないかと考え、アバターは宇宙船で出掛けると、 ソヴリン艦隊に追い込まれていたガーディアンズを救い、ベアハートで彼らに接触。自身とクイルの出自をガーディアンズに話し、彼らを自身の惑星に招いた。
そこで天人の能力を引き継いだクイルに対し、最初は彼の理想とする良き父親として接しつつ、“拡張”へ協力するよう説得する。しかし“拡張”の結果とメレディスへの仕打ちを打ち明けると協力を拒否されて銃撃され、これに逆上してクイルを強引に拘束して取り込み彼の宝物のウォークマンを壊すも、そこに駆け付けたヨンドゥによって一時アバターを粉砕された。
そして惑星の中枢でマンティスによって一時眠らされ、ガーディアンズが惑星の核に時限爆弾を設置しようとすると目覚めて彼らを殺そうと猛攻を仕掛けて苦しめ、アバターを再構築してクイルも再度取り込んで“拡張”を再開しようとするが、天人の力を完全に引き出して拘束を振り払ったクイルと激闘を展開。その末に、ベビー・グルートに時限爆弾を核に取り付けられ、これに気付くと動揺してクイルに爆弾を止めようと説得するも拒否され、爆弾で核が撃破されると、惑星とアバターは崩壊し、宇宙から滅びる。
『ホワット・イフ...?』
シーズン1
第2話
アース21818におけるエゴのアバターが登場。物語のラストで2008年の地球のミズーリ州に自ら来訪。夜中の閉店時間となったデイリークイーンで、音楽を聴きながら掃除をしていた息子のピーター・クイルと邂逅する。
第8話
アース29929におけるエゴの星が登場。突如、エゴの星の前に襲来したインフィニティ・ウルトロンのエネルギー波によって滅亡する。
第9話
アース21818におけるエゴのアバターが物語前半のみに再登場。クイルを取り込み“拡張”を開始するが、駆け付けたティ・チャラ/スター・ロードにクイルを救われ、自身はティ・チャラに貼り付けられた爆弾の爆風に巻き込まれる。
シーズン2第2話

## その他のメディア

### テレビアニメ
- 『ファンタスティック・フォー』（1994年）：シーズン2第19話『To Battle the Living Planet』に出演し、ケイ・E・クーターが声をあてた。
- 『シルバーサーファー』：ロイ・ルイスが声をあてた。
- 『スーパー・ヒーロー・ギャング』：シーズン2第31話『World War Witch!』にカメオ出演した。
- 『ハルク: スマッシュ・ヒーローズ』：ケビン・マイケル・リチャードソンが声をあてた[37]。このエゴは、彼の小さなバージョンであるリトル・エゴによって制御されている。

### ゲーム
- 『LEGO マーベル スーパー・ヒーローズ ザ・ゲーム』[38]
- 『LEGO マーベル スーパー・ヒーローズ 2 ザ・ゲーム』[39]：『Guardians of the Galaxy Vol 2 DLC』を介することで、MCU版の外見に基づくエゴがプレイヤーキャラクターとして登場する。

### 音楽
アメリカのストーナーロックバンドであるモンスター・マグネットは、1995年にリリースしたアルバム『ドープス・トゥ・インフィニティー』で『Ego the Living Planet』というセルフタイトルの曲を録音した。